# Walk with Me (The Walking Dead)
Walk with Me é o terceiro episódio da terceira temporada da série de televisão de terror pós-apocalíptico The Walking Dead, que foi exibido originalmente na AMC nos Estados Unidos em 28 de outubro de 2012. O episódio foca principalmente em Andrea que, tendo sido separada do resto do grupo no final da temporada anterior e juntando-se a outra sobrevivente de katana, Michonne, se encontram na companhia de Merle Dixon, onde elas são capturadas e levadas para o Governador em uma pequena cidade chamada Woodbury. Merle Dixon, visto anteriormente na 1ª temporada, retorna neste episódio como um personagem regular.

## Enredo
Michonne (Danai Gurira) e Andrea (Laurie Holden) testemunham um acidente de helicóptero militar em uma floresta próxima. Elas encontram todos gravemente feridos, exceto um dos tripulantes que morreu na queda e um militar que escapou sem ferimentos, Welles. Ao ouvir a aproximação de veículos, Michonne, seus zumbis escravizados e Andrea se escondem por perto. Elas observam um grupo de homens resgatando Welles e executando os outros tripulantes enquanto eles reanimam, usando a filosofia de Rick de conservar munição. Os zumbis escravizados de Michonne emitem ruídos que alertam os homens para a presença deles, e embora Michonne decapite os andadores para amenizar o barulho, ela e Andrea são capturadas. Andrea se surpreende ao saber que um dos homens é Merle Dixon (Michael Rooker), a quem o grupo havia deixado algemado sobre um arranha-céu de Atlanta. Merle foi capaz de escapar cortando a própria mão, que ele substituiu por uma prótese de baioneta improvisada. Andrea desmaia do choque.
Elas são levadas para Woodbury, uma cidade fortificada e um santuário para cerca de setenta sobreviventes. Depois de confiscar suas armas, Merle interroga-as, explicando como ele encontrou seu caminho de Atlanta a Woodbury, e agora se tornou o braço direito do Governador (David Morrissey), o homem que comanda Woodbury. Andrea relata sua própria fuga da fazenda Greene e sua separação do grupo, para quem Merle ainda mantém desprezo. Mais tarde, elas se encontram com o Governador, que se oferece para deixá-las ficar. Michonne está inquieta e pede suas armas de volta para que elas possam sair, mas Andrea quer aprender mais sobre a cidade. Durante o café da manhã, o Governador as apresenta a Milton (Dallas Roberts), seu principal conselheiro, e tenta aprender mais sobre o grupo de Rick usando seu carisma. Michonne permanece indiferente e avisa Andrea de sua desconfiança em relação ao Governador, mas Andrea acha que Woodbury está segura.
Enquanto isso, o Governador interroga Welles, sabendo que ele era de um campo de refugiados da Guarda Nacional localizado a uma curta distância de Woodbury. O acampamento havia sido invadido por zumbis recentemente e Welles e alguns outros guardas nacionais eram os únicos sobreviventes. O Governador promete a Welles que ele enviará homens para localizar qualquer sobrevivente. Depois do café da manhã com Andrea e Michonne, o Governador se junta a seus homens quando eles localizam o acampamento. Eles emboscam e matam os sobreviventes e roubam todos os suprimentos úteis. Ao retornar a Woodbury, o Governador diz à cidade que o acampamento já havia caído para os zumbis e enfatiza a importância de um acampamento fortificado como Woodbury. Mais tarde, o Governador é mostrado indo para suas salas privadas e sentado em uma cadeira, olhando para um número de tanques contendo cabeças de zumbis, incluindo a de Welles.

## Produção
David Morrissey fez sua primeira aparição na série e é adicionado aos créditos de abertura. Michael Rooker, que interpreta Merle Dixon, também é adicionado aos créditos de abertura depois de ter um papel recorrente na primeira temporada e de convidado na segunda temporada.
O episódio centra-se inteiramente na nova localização de Woodbury, em contraste com o episódio anterior dedicado ao grupo da prisão. Este episódio é também o primeiro onde Rick e Lori estão ausentes e, a partir deste episódio, ninguém apareceu em todos os episódios.

## Recepção

### Resposta Crítica
O episódio foi geralmente bem recebido. Zack Handlen, escrevendo para o The A.V. Club, deu ao episódio um A- em uma escala de A a F. Eric Goldman, da Imagine Games Network (IGN), deu ao episódio nota 8.6 de 10.

### Classificações
Em sua transmissão inicial em 28 de outubro de 2012, "Walk with Me" foi assistido por cerca de 10,51 milhões de telespectadores, um aumento de um milhão de telespectadores em relação ao episódio anterior.